# Kurtzina beta
Kurtzina beta är en snäckart som först beskrevs av Dall 1919.  Kurtzina beta ingår i släktet Kurtzina och familjen kägelsnäckor. Inga underarter finns listade i Catalogue of Life.